# Полонник, Кузьма Ефимович
Кузьма Ефимович Полонник (1860—1956) — купец и меценат, член городской комиссии при Государственной думе по общественному самоуправлению Киева. Производил хлебные изделия.
Содержал различные лавки на Подоле (булочные, кондитерские, бакалейные). Кроме этого ему принадлежала аптека на ул. Константиновской, 52/16 или 54 (угол Юрковской). На Куреневке у него была конюшня и ипподром.
Женился Кузьма Полонник на Мелании Ивановне (?-1933). Восемь первых детей были мертворождёнными. А затем родились четверо: Иван, Василий, Валентина и Полина.

## Адрес
Дом по ул. Кирилловской, 51. Был построен Кузьмой Ефимовичем для своей семьи. Впоследствии советская власть его отобрала, а украинская власть не поддержала реституцию и в здание ныне психоневрологический диспансер.

## Семья
- Внучка — Лидия Васильевна Феронова[1].